# Euproctis allocota
Euproctis allocota är en fjärilsart som beskrevs av Collenette 1933. Euproctis allocota ingår i släktet Euproctis och familjen tofsspinnare. Inga underarter finns listade i Catalogue of Life.